# Cantó de Capesterre-de-Marie-Galante
El cantó de Capesterre-de-Marie-Galante és una divisió administrativa francesa situat al departament de Guadalupe a la regió de Guadalupe.

## Composició
El cantó comprèn la comuna de Capesterre-de-Marie-Galante.

## Administració
| Període                                  | Identitat                    | Partit | Qualitat |
| ---------------------------------------- | ---------------------------- | ------ | -------- |
| 2001-                                    | Marlène Bourgeois-Miraculeux | GUSR   |          |
| Les dades anteriors no són pas conegudes |                              |        |          |